# Родољуб Анђић
Родољуб Анђић (Фојница, 8. октобар 1947) је генерал-мајор Војске Републике Српске и ратни командант Гатачке бригаде.

## Биографија
Анђић Родољуб рођен је 8. октобра 1947. године у мјесту Фојница у општини Гацко гдје је завршио основну и средњу школу. Завршио је Војну академију копнене војске у Београду, смјер артиљерија, 1970. године, Командно-штабну школу тактике кoпнене војске 1983. и Командно-штабну, школу оператике 1996. године. Вршио је службу у гарнизонима Призрен, Урошевац, Пећ и Бачка Паланка.

## Војна каријера
Произведен је у чин потпоручника артиљерије 1970, унапријеђен у чин поручника 1973, капетана 1976, капетана прве класе 1979, мајора 1983, потпуковника 1988, пуковника 1992. (ванредно) и генерал-мајора 1996. године (ванредно).

## Ратни и период
На посљедњој дужности у ЈНА био је командант артиљеријске бригаде, у чину пуковника. Од 15. маја 1992. до пензионисања, у децембру 1999 године био је на служби у Војсци Републике Српске. За вријеме Одбрамбено-отаџбинског рата 1992-1995, од новембра 1993. године до 14. децембра 1995. био је командант Гатачке бригаде, а послије рата начелник оперативно-наставног органа у команди Херцеговачког корпуса, командант корпуса (до јула 1998) и начелник Инспекције борбене готовости ВРС. Лакше је рањен 1995 године.. У чин генерал - мајора унапријеђен је 28. новембра 1996.

## Одликовања
За службовање у ЈНА је одликован:
- Орденом за војне заслуге са сребрним мачевима,
- Орденом народне армије са сребрном звијездом,
- Орденом народне армије са златним мачевима и
- Орденом заслуга за народ са златним мачевима

За заслуге у Војсци Републике Српске добио је:
- Орден Карађорђеве звијезде II реда.[7]

## Послијератни период
Пензионисан је 31. децембра 1999. године (на лични захтјев).
Члан је одбора оснивача и Предједник је удружења Част Отаџбине у Београду.
Са породицом живи у Београду.